# Silnice II/124
II/124 je silnice 2. třídy která prochází třemi kraji (Středočeským, Jihočeským a Vysočinou) a spojuje Neustupov, Mladou Vožici a Těchobuz. Patří mezi kratší silnice. Její celková délka je 32,924 km.

## Vedení silnice
| Kraj        | km     |
| ----------- | ------ |
| Středočeský | 6,930  |
| Jihočeský   | 17,940 |
| Vysočina    | 8,054  |

### Okres Benešov - kraj Středočeský
- celková délka 6,930 km

Silnice II/124 začíná v Hostišově na křižovatce s I/3 a pokračuje přes Hory, Neustupov, Bořetice, Sedlečko a Jiřetice. Za Jiřeticemi přechází do Jihočeského Kraje.

| Místo     | km    | Cíl                 | Poznámka                       |
| --------- | ----- | ------------------- | ------------------------------ |
| Hostišov  | 0,000 | Miličín/Votice      | vyústění                       |
| Neustupov | 3,155 | III/1241 Otradovice |                                |
|           | 6,930 |                     | hranice okresů Benešov / Tábor |

### Okres Tábor - kraj Jihočeský
- celková délka 17,940 km
- počet mostů: 6

Silnice II/124 přichází na hranicích s okresem Benešov do Jihočeského Kraje. Prochází obcemi Slapsko, Moraveč, Noskov a Mladá Vožice. Zde je přerušena silnicí II/137. Dále pokračuje přes Janov, Staniměřice a Františkov. Na hranici s okresem Pelhřimov přechází do Kraje Vysočina.

| Místo        | km     | Cíl                                          | Poznámka                         |
| ------------ | ------ | -------------------------------------------- | -------------------------------- |
|              | 6,930  |                                              | hranice okresů Tábor / Benešov   |
|              | 8,787  | III/1243 Vitanovice                          |                                  |
|              | 10,685 | III/1246 Oldřichovice                        |                                  |
|              | 11,868 | III/1251 Záříčí u Mladé Vožice               |                                  |
| Noskov       | 13,913 | III/1244 Chocov                              |                                  |
| Mladá Vožice | 16,197 | Zhoř u Mladé Vožice                          |                                  |
| Mladá Vožice | 16,472 | ul. Trčkova                                  | zaústění                         |
| Mladá Vožice | 16,472 | ul. Jana Jeníka z Bratřic                    | vyústění                         |
|              | 17,705 | III/12414 Ústějov                            |                                  |
| Františkov   | 22,171 | III/12415 Radostovice III/12416 Smilovy Hory |                                  |
|              | 23,995 | III/12418 Blatnice                           |                                  |
|              | 25,172 |                                              | hranice okresů Tábor / Pelhřimov |

### Okres Pelhřimov - kraj Vysočina
- celková délka 8,054 km
- počet mostů: 4

Na hranicích s okresem Tábor přichází silnice II/124 do Kraje Vysočina. Prochází Těchobuzí a Jetřichovcem. Mezi oběma obcemi se nachází kamenolom. Silnice končí zaústěním do II/128 za Jetřichovcem.

| Místo    | km     | Cíl                   | Poznámka                         |
| -------- | ------ | --------------------- | -------------------------------- |
|          | 25,172 |                       | hranice okresů Pelhřimov / Tábor |
| Těchobuz | 27,370 | III/12416 Velký Ježov |                                  |
|          | 29,542 | III/12420 Zhoř        |                                  |
|          | 32,934 | Pacov/Salačova Lhota  | zaústění                         |